# Grzegorz Lato

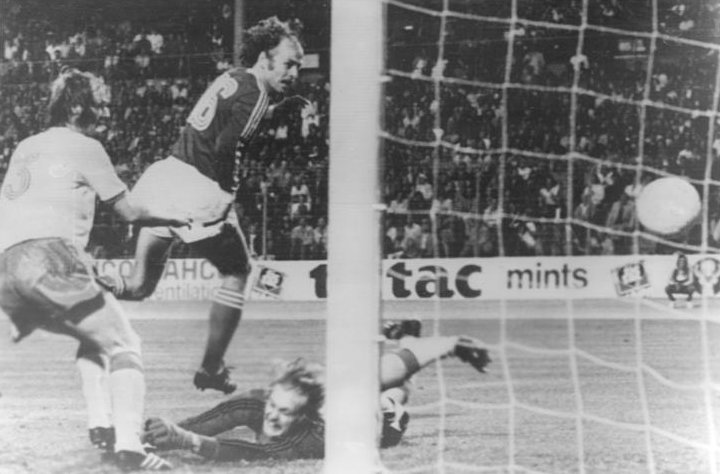
Lato gör mål mot Sverige i VM 1974. Kent Karlsson och Ronnie Hellström kan bara konstatera fakta.

Grzegorz Bolesław Lato, född 8 april 1950 i Malbork, Polen, är en före detta professionell fotbollsspelare.
Lato, en snabb högerytter i polska landslaget på 1970- och 80-talet, är med sina 100 landskamper Polens näst meste landslagsman genom tiderna och hans 45 landslagsmål gör honom också till Polens näst bäste målskytt genom tiderna. I VM 1974 gjorde Lato sju mål och blev därigenom turneringens skyttekung. Med detta bidrog han också starkt till att Polen, i landets blott andra VM-slutspel, tog hem bronsmedaljerna. 
Lato var även med i VM 1978 och 1982. I VM 1982 var Lato med om att återigen spela hem bronset till Polen. Förutom i VM nådde Lato även stora framgångar med landslaget i Olympiska spelen. I München 1972 vann Lato och hans Polen guldmedaljerna och i Montréal 1976 tog man silver. 
På klubblagsnivå spelade Lato i Stal Mielec under större delen av karriären. I början av 1980-talet spelade han även ett par år i belgiska Lokeren, mexikanska Atlante och kanadensiska Polonia Hamilton.
Den 30 oktober 2008 valdes han till ordförande för Polens fotbollsförbund.